# Sandberg, Rhön-Grabfeld
For the baseball player, see Ryne Sandberg.
For the Sandberg hill trong huyện Hollabrunn ở Lower Austria, see Sandberg Celtic city và Platt, Austria.
Sandberg là một đô thị trong huyện Rhön-Grabfeld bang Bayern thuộc nước Đức.